# Chlorops magnicornis
Chlorops magnicornis är en tvåvingeart som beskrevs av Becker 1910. Chlorops magnicornis ingår i släktet Chlorops och familjen fritflugor. Inga underarter finns listade i Catalogue of Life.